# جغرافیای الجزایر
کشور الجزایر در شمال آفریقا، میان مراکش و تونس جای گرفته‌است. این کشور با مساحت ۲٬۳۸۱٬۷۴۱ کیلومتر مربع مساحت، بزرگترین کشور آفریقا است. بیش از چهار پنجم پهنهٔ این کشور بیابانی است. الجزایر جزو منطقه بزرگ‌تری به‌شمار می‌آید که معروف به مغرب عربی است. مغرب عربی از شرق به غرب به ترتیب شامل لیبی، تونس، الجزیره، مراکش و موریتانی است. نام الجزایر به جزیره‌های کوچکی که قبلاً در بندرگاه پایتخت آن، الجزیره، یافت می‌شد اشاره دارد.
کل مرزهای الجزایر با کشورهای همسایه ۶٬۷۶۴ کیلومتر است. طول مرز این کشور با لیبی ۹۸۹ کیلومتر، مالی ۱٬۳۵۹ کیلومتر، موریتانی ۴۶۰ کیلومتر، مراکش ۱٬۵۵۹ کیلومتر، نیجر ۹۵۱ کیلومتر، تونس ۱٫۰۳۴ کیلومتر، صحرای غربی ۴۱ کیلومتر است.

## جغرافیای فیزیکی
خط ساحلی الجزایر در امتداد دریای مدیترانه واقع شده و ۱٬۶۲۲ کیلومتر درازا دارد. در طول خط ساحلی خلیج‌های متعددی وجود دارد. رودخانه‌های این کشور کوچک و عموماً فصلی هستند.
شمال الجزایر کوهستانی است و کوه‌های اطلس از شرق به غرب از آن عبور می‌کند. بلندترین نقطه در کوه‌های شمال الجزایر با بلندای ۲۳۲۸ متر، جبل شیلیا است. بخش شمالی کشور بین دریای مدیترانه و صحرای بزرگ آفریقا جای گرفته‌است. مرکز و جنوب الجزایر بخش زیادی از صحرای بزرگ آفریقا را در خود جای داده‌است.
۹۰ درصد جمعیت الجزایر در نوار ساحلی حاصلخیز زندگی می‌کنند که حدود ۵۰ مایل به سمت داخله‌ی کشور امتداد دارد و حدود ۹۵۰ مایل از مراکش در غرب تا تونس در شرق امتداد دارد. شهرهای بندری الجزیره، وهران و عنابه در این منطقه در امتداد ساحل قرار دارند. در جنوب این دشت ساحلی، نواحی کوهستانی سرزمین قبایلی و اوراس سر بر می‌آورد. در جنوب این کوهستان‌ها، فلات مرتفع نیمه‌خشکی قرار دارد و فراتر از آن، حدود ۲۰۰ مایل به سمت جنوب، بیابان عظیم صحرای بزرگ آفریقا قرار دارد که ۹۰ درصد کشور را شامل می‌شود.

## آب و هوا

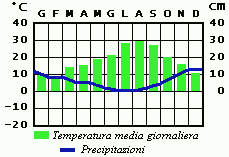
جغرافیای الجزایر

الجزایر شمالی در منطقه معتدل قرار دارد و از آب و هوای معتدل و مدیترانه ای برخوردار است. این ناحیه تقریباً در همان عرض جغرافیایی جنوب کالیفرنیا قرار دارد و دارای شرایط آب و هوایی تقریباً مشابه است. با این حال، توپوگرافی شکسته آن اما تفاوت‌های موضعی زیادی هم از نظر دمای غالب و هم میزان بارندگی ایجاد کرده‌است. تغییرات سال به سال در شرایط آب و هوایی نیز متداول است. این منطقه که بیشترین جمعیت الجزایر را در خود جای داده، معمولاً «تَلّ» نامیده می‌شود.
در تل، دما در تابستان به‌طور میانگین میان ۲۱ تا ۴۲ درجه سانتی‌گراد و در زمستان از ۱۰ تا ۱۲ درجه سانتی‌گراد است. زمستان‌ها سرد نیستند اما رطوبت زیاد است و خانه‌ها به ندرت به اندازه کافی گرم می‌شوند. در شرق الجزایر، میانگین دما تا حدودی پایین‌تر است، و در مراتع ارتفاعات کشور در زمستان دمای هوا فقط چند درجه بالاتر از صفر است. یکی از ویژگی‌های برجسته آب و هوا در این منطقه سیروکو است، بادی پر گرد و خاک که از صحرا در جنوب می‌وزد و گاهی اوقات با نیروی زیاد خود به ساحل تل نیز می‌رسد.